# Dick Allen
Richard Anthony Allen (8 de março de 1942 – 7 de dezembro de 2020) foi um beisebolista da Major League Baseball (MLB) e cantor de rhythm and blues (R&B). Jogou por quinze temporadas nas grandes ligas como primeira base, terceira base e defensor externo mais notadamente pelo Philadelphia Phillies e Chicago White Sox e é citado entre os mais produtores ofensivos dos anos 1960 e início dos anos 1970.
Allen foi convocado para All-Star Game por sete temporadas. Ele venceu o prêmio de Novato de Ano da  National League de 1964 e MVP da American League em 1972. Também liderou a American League (AL) em home runs por duas temporadas, liderou a NL em slugging percentage uma temporada e na AL por duas temporadas e liderou ambas ligas em on-base percentage uma vez cada. Seu slugging percentage de .534 está entre as mais altas em uma era marcada por uma baixa produção ofensiva.
O irmão mais velho de Allen, Hank foi defensor externo reserva em três times da American League e seu irmão mais novo Ron foi primeira base por um curto período no St. Louis Cardinals de 1972.
Em 2014, Allen apareceu pela primeira vez como candidato ao Hall of Fame pelo Golden Era Committee election ballot para 2015. Ele e outros candidatos falharam em conseguir se eleger pelo comitê. O Comitê se encontra e vota em 10 candidatos selecionados da época de 1947 até 1972 a cada três anos. Allen ficou a um voto dos 12 necessários para eleição.
Morreu no dia 7 de dezembro de 2020, aos 78 anos, em Wampum.